# Gymnocalycium amerhauseri
Gymnocalycium amerhauseri es una especie de planta fanerógama de la familia Cactaceae. 

## Distribución
Es endémica de Córdoba en Argentina. Es una especie rara en la vida silvestre.

## Descripción
Gymnocalycium amerhauseri crece individualmente con tallo aplanado esférico, de color verde oscuro a verde azulado,  alcanza un diámetro de 5-6 cm y una  altura de  hasta 2,5 centímetros. Tine una raíz pivotante entrenado y más de ocho costillas redondeadas. Las areolas ovales al principio cubiertas de lana de color blanco amarillento y calvas más tarde. El única espina central disponible, sólo en plantas adultas, mide  1,2 a 1,4 centímetros de largo. Las cinco a siete espinas radiales son ligeramente curvas y de 0,6 a 1,2 centímetros de largo de color blanco y tienen una base más oscura. Las flores en forma de embudo, de color crema pálido a rosa, tienen un diámetro de hasta 3 centímetros. Los frutos son verdes oscuros  de forma ovalada y fusiformes. Miden alrededor de 3.3 cm de largo y tienen un diámetro de hasta 1,9 centímetros.

## Taxonomía
Gymnocalycium amerhauseri fue descrita por Hans Till y publicado en Gymnocalycium 7(3): 133. 1994.
Etimología
Ver: Gymnocalycium
amerhauseri epíteto otorgado en honor de la experta en cactus austriaca Helmut Amerhauser.
Sinonimia
- Gymnocalycium amerhauseri subsp. altagraciense H.Till & Amerh.[3]